# Studentliv (tidskrift)
För andra betydelser, se Studentliv (olika betydelser).
Studentliv var en svensk tidskrift för studenter. Den gavs ut första gången 1997 av TCO och kom ut fyra gånger om året fram till det sista numret i april 2014. Tidningen skickades per post till alla högskole- och universitetsstuderande som får studiemedel från CSN och hade en TS-kontrollerad upplaga på 226 500 exemplar (2009). Ylva Rehnberg var chefredaktör och ansvarig utgivare från maj 2010 till nedläggningen. Hon efterträdde Germán Bender-Pulido, som var chefredaktör 2006 till 2010. Chefredaktör mellan åren 1997 och 2005 var Alexander Armiento. 